# Бугера, Михаил Евгеньевич
Михаи́л Евге́ньевич Буге́ра (род. 14 января 1961, Киев, УССР, СССР) — российский экономист и политический деятель. Депутат Государственной Думы Федерального Собрания Российской Федерации II, III, IV, и VII созывов, член комитета Госдумы по природным ресурсам, собственности и земельным отношениям, член фракции «Единая Россия».

## Биография
Родился 14 января 1961 в Киеве. Младший брат — В. Е. Бугера.
В 1983 году окончил инженерно-экономический факультет Уфимского нефтяного института. С 1983 по 1990 год — ассистент, аспирант, старший преподаватель кафедры политической экономии, председатель профкома преподавателей и сотрудников БГУ. С 1984 по 1991 год являлся членом КПСС.
В 1990—1995 — председатель постоянной комиссии Верховного Совета РБ по вопросам социального и экономического развития республики, городов и районов;
В 1995 — полномочный представитель Президента РБ в Законодательной Палате Государственного Собрания РБ. В 2008 — вновь избран депутатом Государственного Собрания — Курултая Республики Башкортостан четвёртого созыва; В 2008—2012 — заместитель председателя постоянного Комитета по государственному строительству Государственного Собрания — Курултая Республики Башкортостан четвёртого созыва. В 2013 −2016 заместитель председателя Комитета Государственного Собрания-Курултая Республики Башкортостан по бюджетной, налоговой, инвестиционной политике и территориальному развитиию.
С 1996—2007 — депутат Государственной Думы Федерального Собрания РФ. С 2001 года — член партии «Единая Россия».
С 2016 года — депутат Государственной Думы ФС РФ. Мандат передан главой Республики Башкортостан Р. З. Хамитовым, который от него отказался.

## Законотворческая деятельность
С 1998 по 2019 год, в течение исполнения полномочий депутата Государственной Думы II, III, IV, и VII созывов, выступил соавтором 45 законодательных инициатив и поправок к проектам федеральных законов.